# كوني غاردنر
كوني غاردنر (بالإنجليزية: Connie Gardner)‏ هي عداءة مراثونية أمريكية، ولدت في 6 نوفمبر 1963.